# Palirika marginicollis
Palirika marginicollis (лат.) — вид двукрылых рода Palirika из семейства жужжал. Австралия.

## Описание
Крупные мухи-жужжала, длина крыла от 16 мм до 22 мм. От близких видов отличается следующими признаками: скутум покрыт зелёными металлически блестящими чешуйками; скутеллюм с зелёными металлически блестящими чешуйками, сзади синие металлически блестящие чешуйки. Лицо и лоб тёмные красновато-коричневые с красно-коричневыми чешуйками. Скапус вдвое длиннее педицеля усика, желтовато-красный с длинными чёрными волосками, плотными вентрально; педицель желтовато-красный с чёрными волосками. Тергиты брюшка с синими металлически блестящими чешуйками. Латероторакальная полоса белая. Рисунок крыла коричневый с инфузорной полосой узкой, охватывающей все жилки m-m, самое большее базальные 2/3 M2.
Крупнейший вид семейства жужжал с размахом до 45 мм.

## Классификация
Вид был описан в 1832 году под названием Anthrax marginicollis Gray, 1832, затем именовался Exoprosopa marginicollis и в 2003 году включён в новый род Palirika (Exoprosopini, Anthracinae).

## Распространение
Представители вида встречаются в Австралии.